# Nova Vas (Brtonigla)
Nova Vas is een plaats in de gemeente Brtonigla in de Kroatische provincie Istrië. De plaats telt 355 inwoners (2001).